# Daphné Baiwir
Daphné Baiwir (18 juli 1992) is een Belgisch actrice, filmregisseur en mannequin.

## Levensloop
Baiwir begon op vijfjarige leeftijd met modellenwerk. Later werd ze ook actief als actrice. In 2012 richtte ze 'Films Bulle' op.

## Filmografie[1][2]
Actrice
- Monsieur Batignole van Gérard Jugnot (2002)
- Une vie en retour van Daniel Janneau (2004)
- Bluebeard van Catherine Breillat (2009)
- Abuse of weakness van Catherine Breillat (2013)
- Homo faber (three women) van Richard Dindo (2014)

Regisseur
- Devant les barreaux (documentaire, 2015)
- Tag you're it! (kortfilm, 2016)
- Deauville et le rêve américain (2020)
- Despair (kortfilm, 2020)
- The rebellious Olivia De Havilland (2021)
- King on screen (2022)